# محمد علي جامين
محمد علي جامين رحمن، لاعب كرة قدم إندونيسي في نادي الغرافة في دوري نجوم قطر كلاعب مقيم .